# مرزيسايد
مرزيسايد (بالإنجليزية: Merseyside) المعروف باسم  مقاطعة مرزيسايد هي مقاطعة حضرية في شمال غرب إنجلترا، ويبلغ عدد سكانها 1.38 مليون. أنشئت مقاطعة مرزيسايد في 1 أبريل 1974، نتيجة لقانون الحكم المحلي لعام 1972 بعدما أخذت اسمها من نهر ميرسي .
تشمل المقاطعة كل المنطقة الواقعة على جانبي مصب نهر ميرسي. وتضم المقاطعة خمسة الأحياء الحضرية: نوزلي، وسانت هيلين، سيفتون، يرال، ومدينة ليفربول. تبلغ مساحتها 645 كم2، وتحدها مقاطعة لانكشير من جهة الشمال، ومقاطعة مانشستر الكبرى من الغرب، و تشيشير من الجنوب. تطل المقاطعة على البحر الأيرلندي والذي يفصل بين جزيرة أيرلندا وبريطانيا العظمى.

## أعلام
- ستيفن والترز
- ستانلي لورد
- توم واتسون
- سيريل كلارك
- أوستين جيرارد سميث
- أولاف ستابليدون

## وصلات خارجية
- مرزيسايد على مشروع الدليل المفتوح
- Merseytravel website
- Merseyside.com local guide, A-Z, street index
- Merseyside Today - regional guide
- Mersey Reporter History - Merseyside History
- Merseyside Businesses online نسخة محفوظة 8 ديسمبر 2009 على موقع واي باك مشين.